# 2835 Рьома
2835 Рьома (2835 Ryoma) — астероїд головного поясу, відкритий 20 листопада 1982 року.
Тіссеранів параметр щодо Юпітера — 3,343.
Названо на честь Рьоми (яп. りょうま(竜馬) рьо:ма).